# Liste der Bodendenkmale in Borkheide
Die Liste der Bodendenkmale in Borkheide enthält alle Bodendenkmale der brandenburgischen Gemeinde Borkheide und ihrer Ortsteile auf der Grundlage der Landesdenkmalliste vom 31. Dezember 2020.
Die Baudenkmale sind in der Liste der Baudenkmale in Borkheide aufgeführt.
| Gemarkung                                                           | Flur                                           | Kurzansprache                                                  | Bodendenkmalnummer | Bemerkung | Bild |
| ------------------------------------------------------------------- | ---------------------------------------------- | -------------------------------------------------------------- | ------------------ | --------- | ---- |
| Borkheide, Borkwalde, Brück, Freienthal, Neuendorf bei Brück (Lage) | 1, 2, 10, 11, 12, 13, 14, 18, 9, 3, 8, 1, 5, 6 | Grenzmarkierung deutsches Mittelalter, Grenzmarkierung Neuzeit | 30021              |           |      |